# Reformationsdenkmal (Genf)

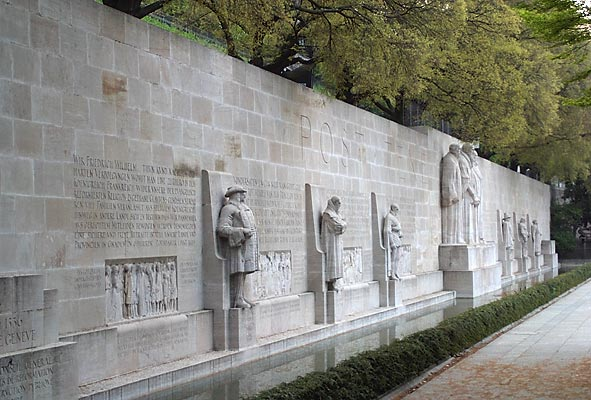
Die Wand

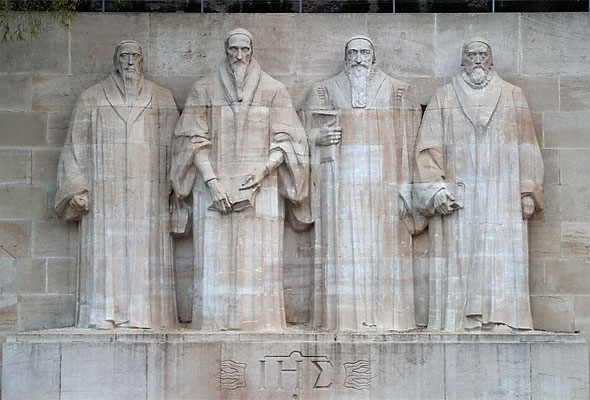
Farel, Calvin, Beza, Knox

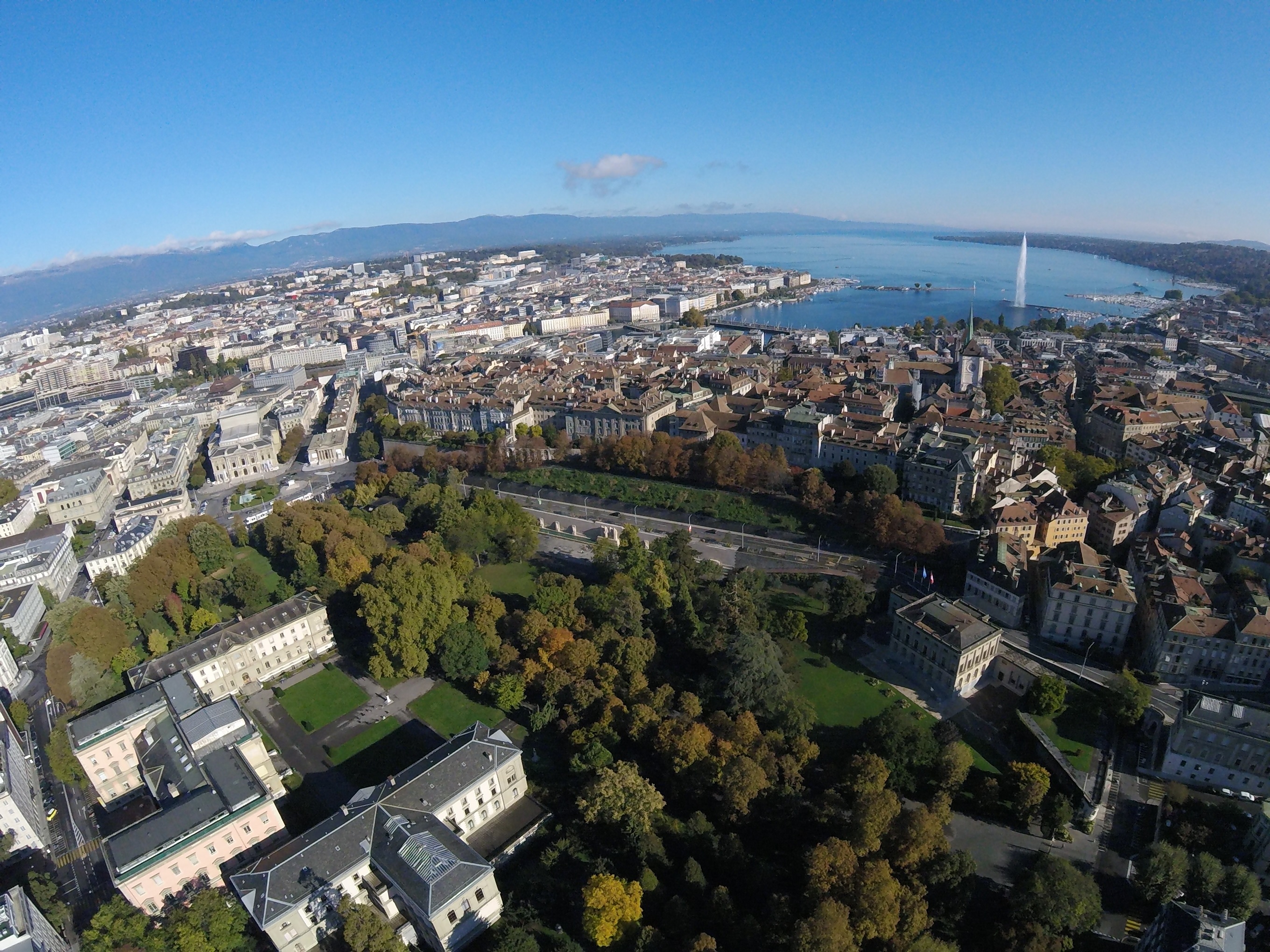
Das Internationale Reformationsdenkmal, Luftaufnahme

Das Internationale Reformationsdenkmal (französisch Monument international de la Réformation) in Genf erinnert an die internationale Ausstrahlung der Genfer Reformation.

## Erbauung
Die Idee zum Denkmal stammte 1902 von dem Pfarrer und Hochschullehrer Auguste Chantre und der Grundstein des Denkmals wurde am 400. Geburtstag von Johannes Calvin am 6. Juli 1909 gelegt. Das aus einem Wettbewerb mit 70 Konkurrenten siegreich hervorgegangene Projekt stammte von vier Schweizer Architekten (Alphonse Laverrière, Eugène Monod, Charles Dubois und Jean Taillens) und die Statuen wurden von den beiden französischen Bildhauern Paul Landowski und Henri Bouchard ausgeführt. Das Denkmal wurde am 7. Juli 1917 eingeweiht.

## Ikonographie
Es besteht aus einer etwa 100 m langen, bewusst schmucklos gehaltenen Skulpturenwand im Parc des Bastions beim Hauptgebäude der Universität Genf. Die zum Bau verwendeten Steine stammen aus den Steinbrüchen von Pouillenay im Burgund. Gegenüber der Wand liegt eine Treppe aus Granit vom Mont Blanc, in deren Seitenmauern die Namen „Luther“ und „Zwingli“ eingemeisselt sind.
Auf einem Sockel, der mit der griechischen Abkürzung des Namens Jesu (ΙΗΣ) beschriftet ist, stehen in der Mitte die vier wuchtigen Statuen von Guillaume Farel, Johannes Calvin, Theodor Beza und John Knox. Links und rechts davon folgen Reliefs zu wichtigen Ereignissen der Reformationsgeschichte.
Zu jedem Relief gehört wiederum eine kleinere Statue einer mit dem auf dem Relief dargestellten Ereignis in mehr oder weniger nahem Zusammenhang stehenden reformierten Persönlichkeit (dazu jeweils das Thema des Reliefs):
- Gaspard de Coligny (1519–1572): Der französische König Heinrich IV. unterzeichnet am 13. April 1598 das Toleranzedikt von Nantes.
- Wilhelm von Nassau (1533–1584): Am 26. Juli 1581 verkündigen die versammelten Generalstaaten der Niederlande im Haag die Unabhängigkeitserklärung der Vereinigten Provinzen.
- Stephan Bocskai (1557–1606): Am 13. Dezember 1606 übergibt Bocskai dem ungarischen Landtag den Friedensvertrag von Wien, worin Kaiser Rudolf II. den Ungarn Religionsfreiheit zusichert.
- Oliver Cromwell (1599–1658): Das Unterhaus und das Oberhaus des englischen Parlamentes präsentieren Wilhelm von Oranien und seiner Frau Maria am 26. Oktober 1689 die Declaration of Rights.
- Roger Williams (1603–1683): Die Pilgerväter gründen 1620 an Bord der Mayflower die Kolonie Plymouth in Neuengland, die später mit Massachusetts Bay Colony vereinigt wurde.
- Friedrich Wilhelm von Brandenburg (1620–1688): Der Große Kurfürst nimmt nach der Aufhebung des Edikts von Nantes 1685 in seinen Territorien hugenottische Exulanten auf (siehe auch: Edikt von Potsdam)

Zwei weitere Reliefs beziehen sich auf Farel und Knox:
- bei einer Versammlung in einem Haus an der Rue Basses vollzieht Pierre Viret, der spätere Reformator der Waadt, in Anwesenheit von Farel und Antoine Froment am 22. Februar 1534 erstmals in Genf eine reformierte Taufe
- John Knox predigt in der Kirche St Giles zu Edinburgh vor dem Hofstaat Maria Stuarts

Über das ganze Denkmal zieht sich die Inschrift POST TENEBRAS LUX („Nach der Dunkelheit Licht“) – der Wappenspruch des reformierten Genf und aller Reformierten, die in der protestantischen Reformation eine Rückkehr zum Licht sahen.

## Ergänzungen 2002

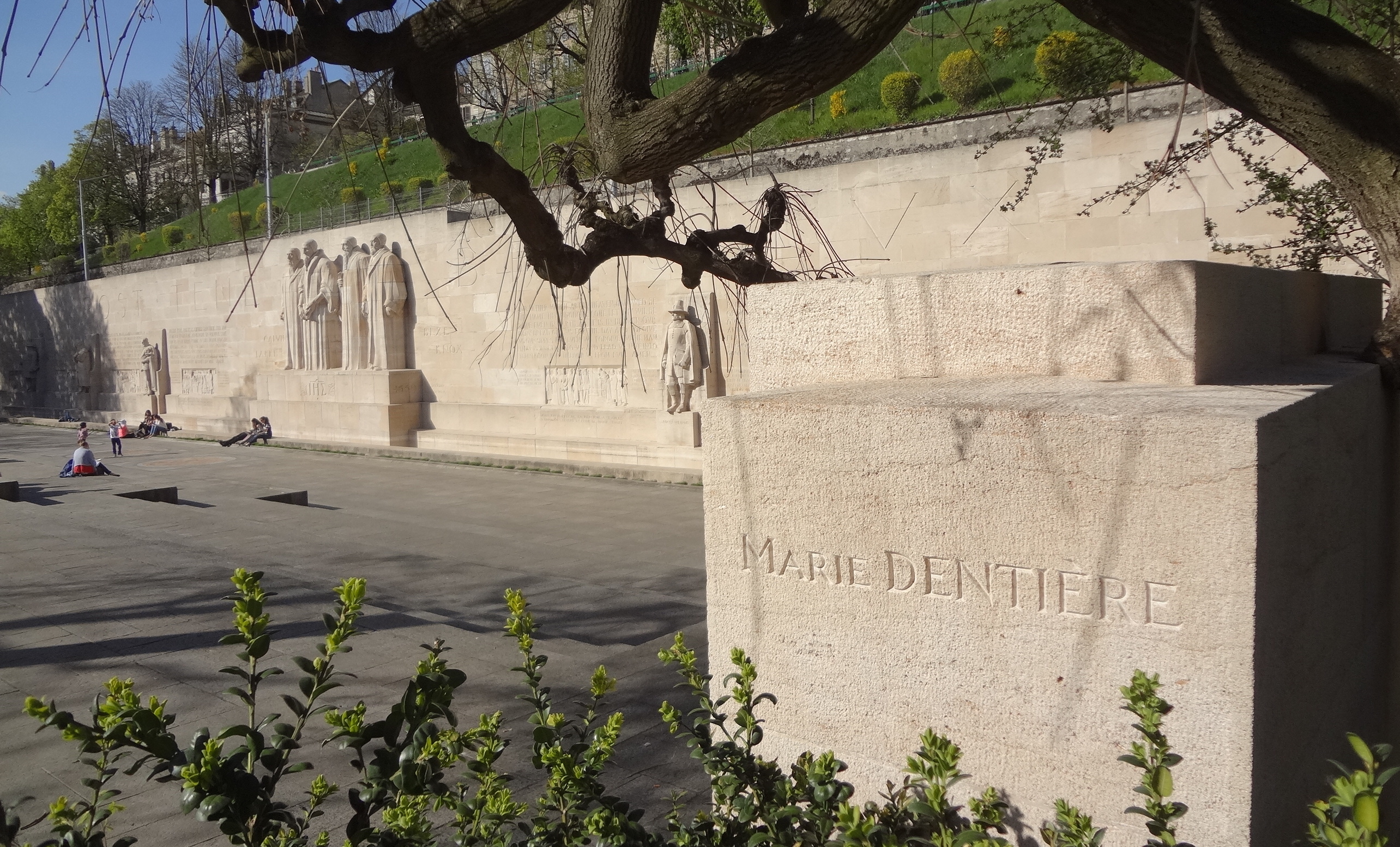
Inschrift für Marie Dentière an der Seite der Zwingli gewidmeten Stele.

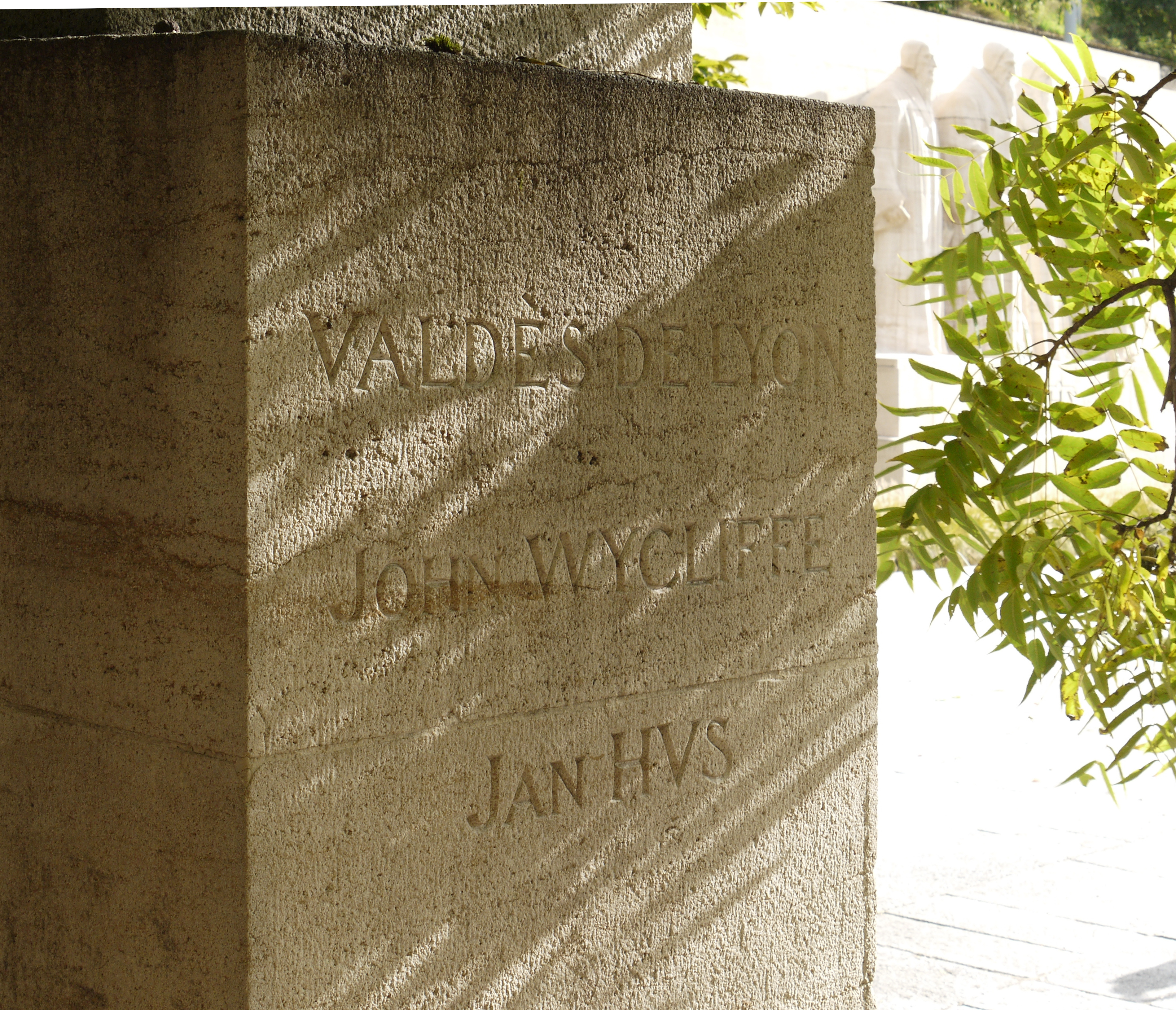
Inschrift für Petrus Waldes De Lyon, John Wyclif und Jan Hus.

Am 3. November 2002 wurde die Mauer anlässlich des Reformationsfestes mit drei weiteren Namen von Vorläufern der Reformation versehen (Petrus Waldes, John Wyclif und Jan Hus) sowie erstmals mit dem Namen einer Frau, nämlich der Theologin und Reformationshistorikerin Marie Dentière (ca. 1495–1561) aus Tournai.